# Plourin
 Plourin  (en bretón Plourin-Gwitalmeze) es una población y comuna francesa, situada en la región de Bretaña, departamento de Finisterre, en el distrito de Brest y cantón de Ploudalmézeau.

## Demografía
| 1125 | 978 | 851 | 889 | 895 | 983 |
| Para los censos de 1962 a 1999 la población legal corresponde a la población sin duplicidades (Fuente: INSEE [Consultar]) |     |     |     |     |     |